# ÖBB 5080
Die Reihe 5080 der Österreichischen Bundesbahnen (ÖBB) waren Dieseltriebwagen, die im Regionalverkehr eingesetzt wurden. Die Züge wurden von Simmering-Graz-Pauker gebaut. Sie waren eine österreichische Parallelentwicklung zum Uerdinger Schienenbus.

## Geschichte
Der österreichische Schienenfahrzeughersteller Simmering-Graz-Pauker AG (SGP) versuchte Mitte der 1950er Jahre, mit diesem Fahrzeug der Konkurrenz der deutschen Uerdinger Schienenbusse entgegenzutreten, und baute im Jahr 1954 zwei Triebwagen und zwei dazu passende Beiwagen. Die Fahrzeuge wurden zuerst bei der GKB erprobt, wo sie aber den Anforderungen nicht entsprachen, sodass 1956, den damaligen Gepflogenheiten entsprechend, die ÖBB sie zu übernehmen hatten. 
Die Konstruktion der Fahrzeuge lehnte sich vor allem an den Autobusbau an und konnte sich nicht durchsetzen. Wegen der Probleme mit dem Fahrzeug kam eine Serienfertigung dieser Reihe nicht zustande. Stattdessen beschaffte die ÖBB ab dem Jahr 1964 mit der Reihe 5081 Lizenzbauten dies Uerdinger Schienenbusses. Am 22. Mai 1973 erfolgte wegen der Reparaturanfälligkeit sowie der Probleme in der Ersatzteilbeschaffung die Ausmusterung der wenig geliebten Einzelstücke.
Das Einsatzgebiet der Triebwagen war der Regionalverkehr auf Nebenbahnen unter anderem auf der Gutensteinerbahn und der Almtalbahn. Auf der Almtalbahn wurde diese Reihe ab 1964 eingesetzt. Von Wien Südbahnhof aus befuhren sie auch die Aspangbahn und Wechselbahn, wo sie allerdings auf den langen Steigungen mit Motorproblemen zu kämpfen hatten. Das gleiche Problem ergab sich beim Einsatz auf der Mühlkreisbahn.

## Technik
Der Wagenkasten des SGP-Schienenbusses ähnelte den Uerdinger-Schienenbussen, war aber eine Eigenentwicklung der SGP. 
Die Maschinenanlage musste im Interesse eines niedrigen Wagenbodens möglichst flach konstruiert werden. Ein 280-PS-Motor Bauart S8B der SGP-Reihe S mit 180° Öffnungswinkel trieb über eine per Pedal zu schaltende Kupplung sowie ein 5-Gang-Schaltgetriebe Bauart Mylius und ein Achswendegetriebe einen Radsatz an.
Eine indirekte Druckluft-Triebwagenbremse Bauart Hardy wirkte als Klotzbremse auf alle Radsätze, zusätzlich verfügten die Fahrzeuge über Magnetschienenbremsen.